# 18 грудня
18 грудня — 352-й день року (353-й у високосні роки) у григоріанському календарі. До кінця року залишається 13 днів.

## Свята і пам'ятні дні

### Міжнародні
- ООН: Міжнародний день мігрантів

### Національні
- Нігер: День проголошення Республіки;
- Катар: Національний день.
- Молдова: День поліції.
- США: День штату Нью-Джерсі. (1787)

### Релігійні

#### Західне християнство
- Свято Очікування Пресвятої Богородиці[en];
- Пам'ять святих Авксентія Мопсуестійського[de], Вінібальда[en], Ґаціана Турсійського[en], Фланнана[en].

#### Східне християнство[1]
- Пам'ять святого Севастіана та воїнів його: Никострата скарбника, дружини його Зої[en], Касторія, Транквилліна, пресвітера, та синів його Маркеліна та Марка[en], дияконів, Клавдія, начальника над тюрмами, сина його Симфоріана, брата його Вікторина, Тивуртія[en] і Кастула[en];
- Пам'ять святителя Модеста Єрусалимського[en];
- Пам'ять преподобних Флора Амійського та сповідника Михаїла.

## Іменини
✝  Католицькі: Авксентій, Вінібальд, Ґаціан, Фланнан.
✙ Православні: Вікторин, Зоя, Касторій, Кастул, Клавдій, Марк, Маркеллін, Михаїл, Модест, Никострат, Симфоріан, Севастіан (Севастян), Тивуртій, Транквиллін, Флор.

## Події
- 1104 — Никифор I був призначений керувати Київською Митрополією.
- 1793 — Війна першої коаліції: закінчилася Облога Тулона — французька артилерія змушує британців покинути місто.
- 1865 — після ратифікації необхідними трьома чвертями штатів, 13-у поправку до Конституції США про заборону рабства офіційно проголосили частиною основного закону країни.
- 1890 — у Лондоні відкрили першу у світі підземну електрифіковану залізницю (метрополітен). Перед тим поїзди метро рухали паровози.
- 1892 — у Санкт-Петербурзі відбулась прем'єра балету Петра Чайковського «Лускунчик».
- 1917 — Декрет Раднаркому РРФСР про визнання незалежності Фінляндії.
- 1917 — у Києві відкрито Українську державну академію мистецтв, першим її ректором став графік Георгій Нарбут.
- 1920 — Раднарком УРСР ухвалив постанову «Про облік музичних інструментів» — один із нормативних актів, за якими переслідували кобзарів.
- 1940 — в Третьому Рейху затвердили директиву № 21 («план Барбаросса» — кодова назва плану нападу Німеччини на СРСР).
- 1941 — американський Конгрес запровадив цензурування усієї інформації, що входить або виходить за межі країни. Відповідальність за виконання рішення поклали на директора агентства Associated Press Байрона Прайса.
- 1958 — американці провели перший сеанс передачі голосу через супутник.
- 1972 — президент США Річард Ніксон віддав наказ про бомбардування Північного В'єтнаму. Операція тривала 11 днів.
- 1991 — Незалежність України визнала Вірменія.
- 1998 — вперше за 130 років Палата представників Конгресу США почала слухання з імпічменту президента Білла Клінтона, якого звинуватили у брехні під присягою про стосунки з Монікою Левінскі у ході сексуального скандалу.
- 2007 — Юлія Тимошенко вдруге стала прем'єр-міністром України. На пленарному засіданні Верховної Ради України за неї віддали голоси 226 народних депутатів України від парламентської коаліції БЮТ та НУ-НС.
- 2008 — спекуляції на валютному ринку України досягли верху: слідом за міжбанком курс гривні в обмінних пунктах опустився до позначки близько 9,50—10,20 за долар.
- 2016 — Кабінет міністрів України ухвалив рішення про націоналізацію ПАТ «Приватбанк»[2]

## Народились
Дивись також Категорія:Народились 18 грудня
- 1793 — Василь Маслович, український письменник, байкар, журналіст, засновник часопису «Харьковскій Демокритъ». Друкувався під псевдонімом «Мслвчь».
- 1892 — Микола Куліш, український письменник, режисер, драматург («97», «Патетична соната», «Маклена Граса», «Мина Мазайло»).
- 1876 — Петро Холодний, український маляр-імпресіоніст з нахилом до ліризму і неовізантист, за фахом фізик-хімік.
- 1878 — Йосип Сталін, радянський військовий та політичний діяч.
- 1879 — Пауль Клее, швейцарсько-німецький художник. Учасник гурту «Синій вершник» (Blaue Reiter), викладав у славетному «Баухаусі» (Bauhaus).
- 1908 — Юрій Косач, український письменник, небіж Лесі Українки.
- 1912 — Чмутіна Наталія Борисівна, Народний архітектор Української РСР, професор Української академії мистецтв.
- 1921 — Юрій Нікулін, радянський кіноактор («Операція „И“», «Кавказька полонянка», «Діамантова рука»), телеведучий та клоун.
- 1931 — Михайлина Коцюбинська, український філолог та літературознавець, активна учасниця руху шістдесятників.
- 1935 — Віктор Скопенко, український хімік-неорганік, ректор Київського університету (1985–2008), академік НАН України, Герой України.
- 1943 — Кіт Річардс, англійський гітарист і поет, разом з Міком Джаґґером склали основу гурту The Rolling Stones.
- 1946 — Стівен Спілберг, американський кінорежисер, продюсер, лауреат «Оскара» («Список Шиндлера», «Люди в чорному», «Врятувати рядового Раяна», «Термінал», «Щелепи»).
- 1954 — Рей Ліотта, американський актор і продюсер.
- 1963 — Бред Пітт, американський кіноактор («Власність диявола», «Інтерв'ю з вампіром», «Троя», «Містер і місіс Сміт»), продюсер.
- 1964 — Стів Остін, американський реслер, кіноактор.
- 1968 — Каспер ван Дін, американський актор, найбільш відомий роллю Джоні Ріко у фільмі «Зоряний десант».
- 1969 — Хосе Сантьяго Каньїсарес, іспанський футболіст, воротар, Олімпійський чемпіон 1992 року, чотириразовий чемпіон Іспанії, переможець Ліги чемпіонів 1998, володар Кубка УЄФА.
- 1970 — DMX, американський репер і актор.
- 1970 — Вікторія Пратт, канадська актриса і фітнес-модель.
- 1978 — Кеті Голмс, американська акторка кіно, театру та телебачення, режисерка та продюсерка.
- 1980 — Крістіна Агілера, американська поп-співачка, володарка п'яти премій «Греммі».
- 2001 — Біллі Айліш, американська співачка та авторка пісень.

## Померли
Дивись також Категорія:Померли 18 грудня
- 1633 — Теодор Галле, фламандський гравер, малювальник, ілюстратор і видавець епохи раннього бароко.
- 1724 — Павло Полуботок, український гетьман, помер у Петропавлівському казематі, де перебував за те, що прагнув здобути незалежність для України.
- 1737 — Антоніо Страдіварі, знаменитий італійський майстер смичкових інструментів. Виготовив близько 1200 скрипок, половина з яких збереглася до сьогодні.
- 1890 — Григорій Данилевський, український російськомовний письменник і публіцист.
- 1892 — Річард Оуен, англійський зоолог та палеонтолог.
- 1918 — Олександра Єфименко, український історик і етнограф.
- 1920 — Маттіас Йокумссон, національний поет Ісландії та автор ісландського державного гімну (*1835).
- 1936 — Андрія Мохоровичич, хорватський геофізик та метеоролог.
- 1968 — Хана Орлова, французький скульптор і графік українського походження.
- 1975 — Теодосій Добжанський, український та американський біолог-генетик, професор Колумбійського університету.
- 1995 — Конрад Цузе, німецький інженер, піонер комп'ютеробудування.
- 1999 — Робер Брессон, французький режисер та сценарист.
- 2001 — Жильбер Беко, французький співак, композитор, піаніст та актор.
- 2002 — Роман Гнатишин, канадський політик українського походження.
- 2011 — Вацлав Гавел, чеський драматург і останній президент Чехословаччини.
- 2017 — Кім Джонхьон, південнокорейський автор-виконавець, продюсер звукозапису, радіоведучий і автор. Вокаліст популярного бойзбенду «SHINee».